# ガンタンク
ガンタンク (GUNTANK) は、「ガンダムシリーズ」に登場する架空の兵器。有人操縦式の人型機動兵器「モビルスーツ (MS)」のひとつ 。初出は、1979年放送のテレビアニメ『機動戦士ガンダム』。
作中の軍事勢力の一つである地球連邦軍の試作機で、両肩のキャノン砲に前腕部と一体化したミサイル・ランチャー、無限軌道の下半身をもつ戦車のような機体。ガンダムやガンキャノンとは腹部のコックピットとなるコア・ブロックを共通とする。主人公アムロ・レイが所属するホワイトベース隊に配備され、ハヤト・コバヤシとリュウ・ホセイが主に搭乗する。
本記事では、外伝作品などに登場するバリエーション機についても解説する。

## デザイン
メカニックデザインは大河原邦男による。ただし、バリエーション機などについては、大河原のデザインをもとにほかのデザイナーが担当している場合もある。
『機動戦士ガンダム』の企画案『フリーダム・ファイター』は、スポンサーの要請で当初予定していなかったロボットを登場させる方針に変更された。これを受け、1978年9月に大河原が用途別にデザインした3体のロボットのうち最後に描かれた「重機甲型機動歩兵」が本機の原案となる。
当初は胸部に砲身が付いており、腕部が5本指のマニピュレーターになっているなどデザインに差異があるが、同月のうちに決定稿に近い形に変更された。この時点では（のちの）ガンキャノンとボディが共通のデザインになっており、これは頭部や下半身などを交換できる玩具としてのプレイバリューや、劇中でも戦闘で破損したパーツを交換するという「リアルさ」も考慮したものであった。しかし、スポンサーであるクローバーの経費的な問題や、アニメ制作の手間が増えるといった理由から、コア・ファイターを中心とした「コア・ブロック・システム」に移行していった。

## 設定解説
連邦軍の「RX計画」（のちに「V作戦」に統合）で最初に開発されたMS。ジオン公国軍から極秘に入手したMSの断片的な情報をもとに開発される。対MS用重戦車であるRTX-44をベースとしており、2足歩行システムの実用化以前でもあったため、脚部をもたず無限軌道で走行する。武装も長距離攻撃・長距離支援用の火器を有する。
メイン・エンジンとして下半身にタキム重工製のNC-4熱核反応炉を搭載するが、8,000馬力の原子炉とガスタービンのハイブリッドとする説や、MSの核融合炉搭載に失敗した場合を想定したガスタービン・エンジンと燃料電池とする説など、動力については諸説ある。いずれにせよ、出力不足からビーム兵器は使用できない。
当初は4機が製造されており、2号機以降はコア・ブロック・システムが導入され、MSとして分類される。腹部のコア・ブロックのほかに、頭部にも砲撃手用のコックピットをもつが、コア・ブロック側からすべてをコントロールすることも可能。その後2回の改修を受け、最終型の型式番号はRX-75-4とされる。機動性や近接戦闘能力の低さから、量産は不適当と判断され、計8機で製造が中止されるが、MSという認識からコア・ブロック・システムを廃して再度重戦車に立ち返ったガンタンクIIとして再設計される。

### 機体構造
頭部
両肩と両腕部の武装を操作する砲手が乗るコックピットを有する。ミノフスキー粒子下における有視界戦闘を考慮し、透過性の高い特殊素材による防弾キャノピーを採用。側面から1本ずつ伸びるアンテナはスーズ78式。レーザー照準器が搭載されていたとする説もある。
腕部
ボップ・ミサイルの給弾機構が内装されているため、肘関節の可動範囲は狭い。これを補うため、肩部にはボールジョイントのような構造の「フレキシブル・ショルダー」を採用。これにより、機体を動かさず腕部のみで微妙な照準調整が可能となっている。
上半身
ガンキャノンと同様、胸部に砲弾供給装置を内蔵する。胸部前面左右に吸排気口が設置されている。背部の2基のバックパックは排気用のものである。
下半身
本機の無限軌道は既存の戦闘車両と比べて巨大であり、走破力を優先した上長台形の装軌戦闘車両式でなく、一部の土木装軌車両に見られる下辺三角形配置となり、旧世紀のロケットの移動式発射台や建設機械などの技術が援用されている。これは、MSの「脚部」の信頼性や実効性が破綻した場合の「保険」という側面もある。MSと比較して決して速くはないものの、あらゆる地形への適応能力は非常に高く評価されている。移動時や射撃時に機体を水平に保つことが可能で、またショック・アブソーバーによって射撃時の反動を軽減する役割も担う。底面には姿勢制御バーニア（ロケット・ブースター）4基が設置されており、宇宙での運用時のほか、重力下では母艦であるホワイトベースからの離着艦に用いられ、高度100メートル程度での運用がなされている。
前部にはドーザーの接続基部があり、これを展開することで砲撃時のアンカーとしても使用可能。後部には板状のアウトリガーを装備、運搬作業用のキャリアーとしても機能する。また、腹部に当たる部分には耐熱フィルター・カプセルが収納されている。

### 武装
120ミリ低反動キャノン砲
両肩付け根に2門装備する長砲身の実弾砲。テレビ放送当時の日本サンライズの設定では「120m/mタンク・キャノン砲」と表記され、「ガンタンク砲」とも呼ばれる。
口径は180ミリまたは280ミリとする資料もある。砲弾は炸薬弾、薬莢は完全燃焼式を採用。装弾数は各30発、16連射が可能で、射程は260キロメートルと240キロメートルの2説がある。ビーム・ライフルの開発が実戦投入に間に合わない場合の善後策として採用されるが、信頼性の高い既存の技術を盛り込んでおり、誘導兵器が使用できない状況下で特に地上戦では威力を発揮している。重力下では、障害物越しの曲射砲撃も可能。左右の砲台が独立稼働するため、別々の標的を砲撃することも可能である。砲弾が軽量であることから、対空攻撃にも適している。
40ミリ4連装ボップ・ミサイル・ランチャー
両腕のマニピュレーターに替わって装備。テレビ放送当時の設定では「ボップ・ミサイル4連装」と表記され、「4連装ロケット弾発射機」あるいは「4連装ガンランチャー」とも呼ばれる。「ボッブ・ミサイル」と誤記されることも多い。
口径は180ミリとする資料もある。近接戦闘用として、ほかの兵器の固定武装として開発されていたものを流用している。ミサイルは散弾で、薬莢はキャノン砲と同じく完全燃焼式。120連射が可能で、射程は20キロメートル。砲塔の旋回機能をもたない本機にとっては、側面や後方からの攻撃に対してかなり有効である。

### 劇中での活躍
テレビ版『機動戦士ガンダム』第1話および劇場版第1作では、2号機から4号機までがジャブロー基地から未完成のパーツ状態のまま強襲揚陸艦ホワイトベース (WB) でサイド7・1バンチに移送され、そこで最終的な組み立ておよび評価試験がおこなわれる予定であったが、公国軍のザクII 2機の襲撃により1機を残して破壊され、第2話で残った3号機がふたたびWBに搭載される。
第3話ではルナツー近傍でハヤト・コバヤシを砲手（頭部）、カイ・シデンを操縦手（腹部コア・ブロック）として初の実戦参加をおこない、補給艦パプアを撃沈する。第6話では北米でアムロ・レイを操縦手として出撃するも一時撤退し、アムロはガンダムに移乗するが、本機は操縦手をカイに交代してふたたび戦闘に復帰している。その後はカイがガンキャノン専属となったため、第10話からリュウ・ホセイが操縦手となり、以降はハヤトとリュウのコンビが基本となる。第17話では、公国軍基地攻略のためにブライト・ノアはガンダムの出撃を命令するも、アムロは要塞攻略に適しているとの独自の判断で本機の操縦手として出撃するが、ランバ・ラル隊のMSが加勢したため後退してガンダムに換装する。第19話では、ラル隊のステッチのザクIIの攻撃により右転輪を破壊され移動不能となるが、A・Bパーツ（上・下半身）を分離させてコア・ファイターとして戦力とし、Aパーツは固定砲台として運用される。第21話でのクラウレ・ハモン率いるランバ・ラル隊残党のWB襲撃の際には、リュウが負傷しているためジョブ・ジョンが操縦手となり出撃するが、前回の損傷が修理しきれておらず、ふたたび立ち往生してしまう。重傷を押して駆け付けたリュウに操縦手を交代し、前回同様コア・ファイターとして出撃するが、ガンダム撃破一歩手前のハモンのマゼラトップに機体をぶつけ爆散する。
第24話以降は頭部コックピットに操縦系が追加され、教育型コンピューターの成熟もあって単座操縦式となり、引き続きハヤトが専属パイロットとなる。この仕様はコア・ブロックをカセット式ジェネレーターに換装しており、腰部回転を可能にしているともいわれる。第25話のオデッサ作戦では、オルテガのドムの攻撃を受け左転輪を破壊される。第27話では、ベルファストでのカラハのズゴックの襲撃の際にはまだ修理が終わっておらず、カイが一時的にWBから去っていたためハヤトがガンキャノンで出撃し、戻ってきたカイが修理が完了したばかりの本機に搭乗する。ふたたび宇宙に上がってからもWBの戦力として運用され、第32話冒頭ではパイロットの都合により単機で先行して出撃、デミトリーのザクレロと交戦する（のちにガンダムMAモードと合流）。第35話のソロモン攻略戦では、左転輪部や腹部を損傷し、ハヤトも負傷する。マーカー・クランによれば「損傷度D」とされ、本機の撤退により戦力は11パーセント低下したとされる。第43話のア・バオア・クー攻略戦では、エンジンを損失しア・バオア・クーの宇宙港に着底したWBの防衛に当たるが、乱戦の中で下半身を破壊され横転、放棄される。
劇中では、ジオン公国軍のパイロットから「戦車」「タンク」「モビルアーマーの出来損ない」と呼ばれる。
劇場版『機動戦士ガンダムII 哀・戦士編』では、ランバ・ラル隊残党と黒い三連星のエピソードが前後しているため、リュウの戦死前から頭部コックピットに操縦系が追加されている（コア・ブロックは内蔵）。また『機動戦士ガンダムIII めぐりあい宇宙編』では、ジャブローから宇宙に上がる直前の装備変更によってガンキャノンと交代するため、本機は登場しない。
近藤和久の漫画『機動戦士ガンダム0079』では、両肩にガンキャノン重装型のような装甲が追加されている。キャノン砲は「M556型120ミリ滑腔砲」、両腕の武装は「40ミリ4連装チェーン・ガン」とされる。初出撃は北米での戦闘で、この時のみ両腕部をガンタンクIと同型の80ミリランチャーに換装している。オデッサ作戦で、修理不能なほどの損傷を受ける。
夏元雅人の漫画版『機動戦士ガンダム戦記 Lost War Chronicles』では、北米戦線のMS特殊部隊第3小隊に1機が配備される。V作戦で試作され、他の部隊では有効な運用法が見いだせなかった機体とされる。ラリー・ラドリー少尉が搭乗、僚機の陸戦型ジムが囮となって敵MSを湖へ誘い出し、足を取られ動きが遅くなったところを対岸から砲撃するという戦法をとる。その後はラリーも陸戦型ジムに乗り換え、登場しない。
寺田ケンイチの漫画『機動戦士ガンダム ラストホライズン』では、北米のフェニックス基地所属の3機が登場。下半身にライトが2基追加されている。200キロメートル離れたフラグスタッフ貨物基地を襲撃する公国軍MS隊に対し、正確な長距離砲撃をおこなう。
高木秀栄の漫画版『機動戦士ガンダム バトルオペレーション Code Fairy』では、北米の公国軍拠点「ティルナノーグ」攻略の増援としてジム・ライトアーマーとともに2機が登場するが、アルマ・シュティルナーのティターニアによって無力化される。
コア・ブロック・システムは、玩具としてガンダム・ガンキャノン・ガンタンク各機の上半身と下半身を交換して遊べるように日本サンライズ側が採用したものだが、本編劇中ではガンダムのAパーツとガンタンクのBパーツを装着して戦うといった演出はされなかった。しかし、ゲーム『GUNDAM 0079 THE WAR FOR EARTH』ではこれを実現させている。WBの大気圏突入時の戦闘で、ガンダムがシャア・アズナブルのザクIIに左脚を破壊されるが、単機での大気圏突破には成功する。その直後、公国軍の新型対空兵器「ソア・キャノン」を破壊するため、ガンダムのBパーツをガンタンクのものに換装して出撃、市街戦をおこなう。ソア・キャノンの手前で、修理が完了しガンペリーに輸送されて来たガンダムのBパーツに再度換装する。

## バリエーション

### RTX-44
『モビルスーツバリエーション (MSV)』の文字設定が初出。
公国軍の地球侵攻作戦に際し、対ザク用重装甲兵器としてジャブロー基地を管轄として開発される。実質的な開発は、61式戦車の後継となる次世代MBT（主力戦車）開発プロジェクトが発端であるが、RX計画の実施にともなって開発部門ごと統合され、基本仕様も「対MS戦にも対応可能な車両」に変更され、宇宙世紀0079年3月20日に4両程度が完成している。MSではなく、「対MS用重戦車」とされ、戦闘車両に区分される。
武装は240ミリ砲2門、対空ロケット砲4門と十分な火力をもつが、総重量は97トンあり機動性が極端に低い。のちのガンタンクと同様、車体制御用のコックピットのほかに頭部に当たる部分に「砲座」をもつ。実戦に耐えうるものではなく、制式採用は見送られるが、戦争に反対して地球連邦に亡命して来た数名の公国軍のMS技術者の協力のもとに、本車をベースにコア・ブロック・システムや反応炉動力システムを追加し、全面的に再設計がおこなわれたのがガンタンクである。

#### 陸戦強襲型ガンタンク
OVA『機動戦士ガンダム MS IGLOO 2 重力戦線』に登場。メカニックデザインは山根公利。型式番号は「アールティーエックスよんよんまる」と読む。
ジオン公国軍の地球侵攻作戦において、連邦地上軍の主力である61式戦車ではザクに対抗できない事態を重く見た連邦軍首脳部が、対抗可能な地上戦力を模索した結果、復活したいくつかの兵器開発計画のひとつ。ガンタンクのプロトタイプに改装されていないRTX-44に、ザクとの戦闘経験をフィードバックした改修がほどこされている。開発過程においてはガンタンクと同様にコア・ブロック・システムの導入が検討されていたため、コックピット内部のレイアウトなどはコア・ファイターやのちのジム系MSとの共通点が見られる。頭部に当たる部分はセンサー・ユニットになっており、側面にスモークディスチャージャーを装備する。
戦況に応じて2種類の形態に簡易変形が可能であるのが本車の最大の特徴である。全高の高い通常形態は、主兵装である220ミリキャノン砲（滑腔砲とも呼ばれ、ガンタンクと異なり右側のみ1門）の仰角および視界を確保するには好都合であるが、重心が高いために高速機動時は不安定となる。突撃砲形態では、前のめりになる形で上半身を前方にスライドさせ、前部のサブ・クローラーで支えることで重心を低くし、全面投影面積を最小限に抑えるとともに、サブ・クローラーに荷重を分散させることで優れた高速機動が可能となる。ただし、本車の真価が発揮されるのは通常形態であり、運用思想上は突撃砲形態は通常形態による近接戦闘に持ち込むための手段である。なお、通常形態時は上半身の旋回が可能である。
武装はほかに、両前腕部にガンタンクと同様のボップ・ガンを装備するが、右腕は4連装、左腕は2連装となっており、左腕は火炎放射器と30ミリ機関砲を組み合わせた複合火器となっている。火炎放射器の燃料タンクは車体後方の左右に1基ずつ設置されており、使用後は爆発ボルトによって排除が可能。さらに、履帯の外側に着脱式の武装を装備可能で、実戦参加時には右側にMLRS（多連装ロケット・システム、陸戦型ジム用のものを転用）と重地雷4基、左側に56連装ロケット・ランチャーを装備している。これら多数の武装を運用するため、パイロットは複雑な火器管制システムを使いこなす技術が必要となり、そのために実戦参加時のパイロットには本機の開発に携わった技術士官が任命されている。
劇中での活躍
『MS IGLOO 2 重力戦線』第3話で、本車の軍機情報漏洩幇助罪で投獄されていたアリーヌ・ネイズン技術中尉ら3名が開放され、小隊として本車3両に搭乗。ヨーロッパ各地を転戦したあと、11月8日夕方に独立混成第44旅団に合流し、翌9日からオデッサ作戦に参加する。陸戦型ジムの部隊の支援を要請されるが、それまで先陣を切らされていたためその方法が分からず、「MSってのはこの程度かい！」とのネイズンの台詞とともに突撃砲形態で先頭におどり出る。多数の敵機を撃破するとともに、敵トーチカの位置座標を連絡し、陸戦艇ビッグ・トレーに撃破させる。クズワヨ車はザクIの攻撃を受け損傷、道連れに自爆装置で相討ちにする。カルッピ車は陸戦艇ダブデに特攻するも、撃破には至らず。ネイズン車は新たなダブデを捕捉し突撃、至近距離で自爆し相討ちとなる。ほかに劇中で確認できる小隊の戦果は装甲車サウロペルタ1両、マゼラアタック6両、ザクII 12機、グフカスタム1機、ドム2機（1機は中破）。
夏元雅人の漫画『機動戦士ガンダム0083 REBELLION』では、宇宙世紀0083年に月のフォン・ブラウン市より出現したヴァル・ヴァロを鎮圧するため、フォン・ブラウン駐留軍のコロンブス改級より1両が発進し、月面に降り立つ。前腕部は右がガトリング砲、左がガンタンクIIに似た3連装ミサイル・ランチャーとなっており、両腕にジムのシールドを装備している。また、上面のセンサーに代わってボールK型の連装砲「フィフティーン・キャリバー」が装備されており、コックピット前面にセンサー状のものが見て取れる。最後は、ヴァル・ヴァロを迎えに来たガンダム試作2号機に両断される。原作版アニメである『機動戦士ガンダム0083 STARDUST MEMORY』には登場しない。
設定の変遷
『MS IGLOO 2 重力戦線』の企画段階では、型式番号が "RTX-44" として発表されていたが、後に "RTX-440" に変更された。

#### 陸戦強襲型ガンタンクB型
Webアニメ『機動戦士ガンダム 復讐のレクイエム』に登場。（型式番号：RTX-440-B）
地球連邦軍が陸戦強襲型ガンタンクを元に開発した機体で、下半身の簡素化に伴い、突撃砲形態への変形は不可能となっている。

### ガンタンク試作1号機
雑誌『コミックボンボン』1982年10月号が初出。画稿はガンタンクの玩具用初期設定のフル装備イメージ画の流用で、のちにプラモデル『マスターグレード (MG)  ガンタンク』付属説明書にも掲載された（型式番号：RX-75）。
外観は実戦参加機とほぼ変わらないが、腹部や下半身の細部が異なり、武装も多い。製造スケジュールの都合によってコア・ブロック・システムが搭載されていないため、RTX-44と同様に戦闘車両に区分される。ただし、2つのコックピットをもつのはほかの機体と同様である。
追加武装
リーチ・ミサイル
両肩後部に1発ずつ、上向きに装備。対艦用の中型ミサイルで、駆逐艦クラスを破壊可能。全長12メートルで、射程は1,800キロメートルと1,200キロメートルの2説がある。
ボップ・ミサイル連射用
ボップ・ミサイル・ランチャーの先端に取り付けられるオプションで、画稿では左前腕部に装備。長時間の使用が可能となる。長さ6.8メートル、射程は20キロメートル、口径は260ミリとされる。
クルーザー・ミサイル
履帯側面に1発ずつ装備。地対地ミサイルで、全長10メートル。射程は800キロメートルと100キロメートルの2説がある。
このほか、肩部キャノン砲に替わって装備される7連装ミサイル・ランチャーなど、各種ミサイル・ランチャーの装備も計画されるが、計画のみに終わっている。
雑誌『冒険王』1979年5月号では、上記のうちミサイル・ランチャーを除く武装を（ボップ・ミサイル連射用は両腕）、『テレビマガジン』1983年3月号ではリーチ・ミサイルを除く武装を（ボップ・ミサイル連射用は右腕、「完全ぶそうタイプ」とされる）、決定稿のガンタンクに装備したイラストが掲載された。

### 量産型ガンタンク
OVA『機動戦士ガンダム 第08MS小隊』に登場。「ガンタンク量産検討型」とも呼ばれ、設定画では単に「ガンタンク」と表記されている。メカニックデザインは山根公利で、昔からガンタンクがどうやって弾を装填しているのか疑問だったため、自分なりに辻褄を合わせて給弾機構のようなものを考えたという。
陸軍省で製造された、東南アジア戦線向けの量産検討機。ホワイトベース隊で実戦参加したガンタンクが、大型移動砲台として予想以上の戦果を挙げたことから、同機の陸戦兵器としての試験は続行されることとなり、数機が試作される。原型機から多少の改良がおこなわれており、宇宙用の各種機構が廃されている。キャノン砲の威力も向上し、バレルの延長により飛距離と命中精度も向上している。背部ランドセルは大型の自動装弾システムに変更されており、射撃体勢に入ると展開して砲弾が露天積載状態になる。また、砲弾の積載量も変更されている。原型機では背部にあったキャノン砲の排気ダクトは、胴体側面後部に移設されている。生産性向上のためにコア・ブロック・システムは廃されパイロットの生存率は低下するものの、上半身が旋回可能となり原型機の問題点を克服している。頭部のアンテナは長くなり通信機能が強化され、無限軌道の側面に装甲を追加することで被弾率の軽減が図られている。ただし、後方からの砲撃を想定した仕様となっていることと、低コスト化により装甲の耐久性は低下している。一年戦争末期に少数が実戦配備されている。
劇中での活躍
第10話に3機が登場。公国軍のアプサラス秘密工場が内在する山に対し、ジェット・コア・ブースターを観測機として間接射撃をおこない、中腹にある坑道入口に直撃弾を与え、公国軍のノリス・パッカードをして「いい腕だ」と言わしめる。なお、ノリスや連邦軍のシロー・アマダは本機による射撃を「艦砲射撃」と呼んでいる。
第08MS小隊が護衛に就き、カレン・ジョシュワの「ジム頭」との共闘により、襲い来るドム1機をキャノン砲で撃破する。しかし、ノリスのグフカスタム1機によって本機はすべて撃破される。後日談にあたる『ラストリゾート』では、終戦から数年後に、1機の残骸が丘陵地帯に放置されている。
たいち傭・千葉智宏の漫画『機動戦士ガンダム外伝　ザ・ブルー・ディスティニー』では、北米の山岳地帯で1機が陸戦型ジムの護衛をともないイフリート改と交戦するが、接近戦にもちこまれ全滅する。また、北米の連邦軍ニューバーン基地に配備されている2機が陸戦型ジムとともに基地を襲撃するドム部隊を迎撃するが、2機とも撃破されている。
孝岡春之介・高崎とおるの小説『機動戦士ガンダム MSV-R ザ・トラブルメーカーズ』では、終戦直後の中央アジアの砂漠地帯で、戦車部隊への配備が確認されている。
美樹本晴彦の漫画『機動戦士ガンダム エコール・デュ・シエル』では、宇宙世紀0085年のMSパイロット養成学校「エコール」の演習で、模擬戦用の自動操縦の機体が登場。胸部に2基取り付けられたセンサーに低出力ビームを当てると活動を停止するようになっているも止まらず、演習にもかかわらず実弾を発砲してジム・カンヌ2機のうち1機を行動不能にするが、教官のヤハギ・フランジバックが操縦するもう1機のビーム・サーベルに貫かれ停止する。

#### ベルゲガンタンク
『機動戦士ガンダム 第08MS小隊』のオープニング映像で、砂に埋まった陸戦型ガンダムを回収するシーンにのみ登場。そのため設定画は描かれず、正面からの外観は不明。名称はプラモデル『MG ガンタンク』付属説明書により、「ベルゲ (berge) 」はドイツ語で「回収」または「復旧」「修復」の意。
量産型ガンタンクをMS回収用に改修した、作業用の機体。両肩のキャノン砲をクレーンに換装し、背部にウィンチが搭載されている。
漫画『ザ・ブルー・ディスティニー』では、北米ニューバーン基地に配備されている1機が登場し、メカニックのジル・ジグラらが搭乗する。『第08MS小隊』では確認できなかった前面も描かれており、頭部にフレームで囲まれた複座のコックピットがあるが、それ以外は量産型ガンタンクと同型である。なお、当初は側面装甲はないが、のちに追加されている。また、『第08MS小隊』版の前部に装備されているドーザーはない。

#### ガンタンク（『アグレッサー』版）
万乗大智の漫画『機動戦士ガンダム アグレッサー』に登場（型式番号：RX-75）。単行本のあらすじでは単に「ガンタンク」と表記される。
量産型ガンタンクをベースに、頭部に原型機同様のキャノピー式コックピットがあり（アンテナは量産型と同様）、キャノン砲は独自のランドセル側に移設されている。また、無限軌道側面に装甲は追加されていない。
ジャブロー防衛戦において、アグレッサー部隊のハインツ・ハイウェイ軍曹が搭乗。レッドライダーとの一騎討ちで辛勝し、ジャブロー基地内に侵入し核融合炉を暴走させるマクシミリアン大尉のゾゴックの前に、格納庫の扉を突き破って現れる。切り札の大型ブーメラン・ミサイルを両腕で防ぎ、そのまま敵機を基地外の湖まで押し出し、道連れとなって爆発する。

#### ガンタンクI
近藤和久の漫画『機動戦士ガンダム0079』に登場（型式番号：RGT-76）。
MSの戦力化を急いだ連邦軍が早々に量産した機体で、少数が生産されている。無限軌道による安定した走行はMSパイロットの初等訓練に適しているが、機動力の問題から一年戦争末期には順次一線から姿を消している。上半身の完全なターレット化によって360度の旋回が可能となっており、襟に当たる部分には新たに2連装の砲塔が追加されている。両肩の滑腔砲は対陸上大型艦用ミサイル・ランチャー、両腕のチェーンガンは対空・対地用80ミリランチャーに換装が可能で、長距離支援のほかに防空用としても使用されている。
ベルファスト基地に寄港したホワイトベースを襲撃する水陸両用MSを迎撃するために同基地所属の3機が出撃するが、1機はラサのゴッグに破壊され、残りは味方の巡洋艦の砲撃のために後退する。
同じ近藤の漫画『機動戦士ガンダム バニシングマシン』では、「ガンタンクIP」の名称で登場する（型式番号：RX-75、"IP" は性能向上型 (Improved Performance) の略）。ガンタンクの量産機という設定は同様で、武装は原型であるガンタンクと同様のものに加えて、襟の砲塔（40ミリフロントガンターレット）も装備している。5機がオデッサから撤退する公国軍の殿を務める義勇軍部隊「ヤーコブ隊」と交戦し、全機撃破されている。うち1機は前部にドーザーを装備している。

### 局地戦型ガンタンク
才谷ウメタロウの漫画『機動戦士ガンダム GROUND ZERO コロニーの落ちた地で－RISE FROM THE ASHES』に登場。
陸軍省によって量産型ガンタンクのあとに開発されたオセアニア戦線用の機体。のちのガンタンクIIに繋がるデータが流用されている。亜熱帯や砂漠での戦闘に適応し、MS部隊の支援用の移動要塞としての要素を満たしている。腕部ボップ・ミサイル・ランチャーは普段は履帯上部に固定されているが、アタッチメントを外すことで従来通り可動する。
オーストラリア反抗作戦初期に、西部のミーカサーラ基地近郊で1機が61式戦車を率いる。マゼラアタック隊には善戦するが、やはりMSとの近接戦闘には弱く、ヴィッシュ・ドナヒュー中尉のザクII FS型に行動不能にされる。

### スネイクマン
SNAKE MAN
書籍『ロマンアルバム・プラモ編〈アニメ・プラモ・マニュアルII〉』に掲載（型式番号：RX-75M）。模型・ジオラマ製作用に板野一郎によってラフスケッチが描かれ、松崎健一が設定を担当した。
ガンタンクより全高は低く抑えられており、コア・ブロックは搭載されていない。コックピットは腹部にあり、頭部にはテレビカメラなどを搭載、首に当たる部分が全高以上に伸縮可能となっている。武装は主砲2門のほか、背部上面に6連装ミサイル・ポッド、両腕の代わりにホーミング・ミサイル（装弾数5発）と8連装ミサイル・ランチャーを装備する。履帯側面に装甲が追加され、機体名称とコブラをモチーフにしたエンブレムが描かれている。
公国軍のドッペル大佐率いる潜水艦隊が、オデッサ作戦の支援に向かう連邦軍地中海艦隊の動きを封じるためにジブラルタル海峡両岸の奪取を目論む。しかし、連邦軍情報部はその情報をキャッチしており、モロッコ側の連邦軍タンジール基地に本機2機が配備され、万全の体制で迎え撃ち、少なくともユーコン級潜水艦1隻、ズゴック1機、ゴッグ1機を撃破している。なお、模型作例はラフスケッチとかなり異なる形状となっており、塗装はライト・グレーを基調としている。

### ガンタンク（線路敷設用）
寺田ケンイチの漫画『機動戦士ガンダム ラストホライズン』に登場。
連邦軍の鉄道輸送網の要衝であるフラグスタッフ貨物基地の工兵大隊に配備されている、線路の敷設・補修のために改造されたワンメイクの機体。胴体の形状は通常のガンタンクに近いが、下半身は大型化されており列車を牽引する。キャノン砲は撤去されており、頭部はガンタンク初期型と同型となっている。前腕は陸戦型ジムのマニピュレーターに換装されている。
2度目のフラグスタッフ基地防衛戦では、工兵大隊を率いるエリカ・バッツ大尉が搭乗し、敷設前のレールを槍のように投擲して敵MSを攻撃する。

### ガンタンクII
『コミックボンボン』1982年8月号掲載の「大河原邦男オリジナルメカシリーズ 6」が初出（名称は「ガンタンク量産タイプ」）で、その後『MSV』で設定が付与され、アニメ『機動戦士Ζガンダム』、『機動戦士ガンダムUC』にも登場。
MSとしては評価の低かったガンタンクを、純粋な装甲戦闘車両として評価した連邦陸軍が各種機構を簡略化して再設計した機体で、「モビルビーグル」に分類される。61式戦車の後継車両としても期待される。主動力は熱核融合炉。宇宙世紀0079年11月には量産が開始され、計6機が北米と中央アジアに配備されるが、終戦直前であったため戦闘には参加していないとされる。塗装はブルー・グレーの単色。
一旦開発は凍結されるが、終戦後に局地・拠点防衛用として再開され、また歩兵やMS部隊の突撃を支援する「装甲砲システム」の一種としての量産計画が議会に承認されている。戦後の局地紛争で活躍し、グリプス戦役時にはジャブロー基地のほか、キリマンジャロ基地にも配備されている。乗員は砲手1名と操縦手2名、または砲手1名と操縦手1名の2説がある。
劇中での活躍
宇宙世紀0087年を描いた『機動戦士Ζガンダム』第12話では、ジャブロー基地の滑走路に駐機するアウドムラおよびスードリの防衛に2両が出撃、エゥーゴのガンダムMk-II、百式およびリック・ディアスの攻撃により1両は大破炎上、もう1両は履帯を損傷し横転する。塗装はオリーブ・ドラブの単色。
0096年を描いたOVA『機動戦士ガンダムUC』ep5では、トリントン基地所属車が登場。奇襲をかけるジオン残党軍に対し、1両がガンキャノン・ディテクターらとともに迎撃するが、ガルスKの砲撃を受けて撃破される。塗装はライト・ブラウンの単色。原作版小説ではダカール防衛隊の戦力として登場している。
上記設定では、一年戦争では実戦に参加していないとされるが、映像作品以外の外伝作品では一年戦争にも実戦参加している。ゲームブック『機動戦士ガンダム 灼熱の追撃』では、左腕がガンタンクと同様の4連装ボップ・ミサイル・ランチャー、右腕が通常の左腕と異なる3連装ミサイル・ランチャーに換装された車両が登場、アフリカで公国軍整備兵ジョン・クエストの搭乗するMSと交戦する。
曽野由大の漫画『機動戦士ガンダム オレら連邦愚連隊』では、V作戦評価試験部隊「スレイプニール」所属車が登場。塗装は濃淡ブルー・グレーを基調とする。砲手席に隊長のショーン・キャシティ大尉が搭乗するが、単独操縦かほかの乗員がいるかは不明。同隊は北米ワイオミング州境付近で「偽のガルマ・ザビ」が搭乗するザクII FS型を行動不能にする。その後、暗躍する連邦陸軍のコルテス大尉のピクシーを教導隊「ネメシス」と挟撃するも全滅、本車は左腕部や左のキャノン砲などを破壊される。乗員の生死は不明。
近藤和久の漫画『機動戦士ガンダム0079』では、ガンタンクIの火力増強型として開発されたとしている。原型機より一回り大きな機体とされ、両肩に200ミリメガ・キャノン砲、両腕に3連装ロケット・ランチャーを装備。通称「マムート」と呼ばれる。ベルファスト基地に配備されている機体に、オデッサの戦闘で乗機を破壊されたカイが砲手、ハヤトが操縦手として搭乗、上陸した水陸両用MSをガンタンクIとともに迎撃するが、味方の巡洋艦の砲撃のために後退する。
小説『機動戦士ガンダム MSV-R ザ・トラブルメーカーズ』では、終戦直後の中央アジアの砂漠地帯で、戦車部隊への配備が確認されている。
葛木ヒヨンの漫画『機動戦士ガンダム U.C.0094 アクロス・ザ・スカイ』では、0094年に1機が野盗と化した公国軍残党に鹵獲・運用されている。廃墟となった市街地で、連邦軍フレスベルク隊のブレイア・リュードの量産型ΖΖガンダムに撃破される。

#### ガンタンクII改
PC-98用ゲーム『機動戦士ガンダム アドバンスド・オペレーション』に登場（型式番号：RMV-1E）。
ガンタンクIIを砂漠戦用に改装した機体だが、外観は原型機と変わりない。旧式ながら前線では火力の評価が高く、宇宙世紀0089年の時点でも実戦投入されている。
ペガサス改級強襲揚陸艦「イルニード」所属のレパード少尉が搭乗するが、ゲーム中では「ガンタンクII」と表記されている。なお、続編に当たるPC-98用ゲーム『機動戦士ガンダム リターン・オブ・ジオン』にもガンタンクIIが登場するが、付属冊子のイラストは本機と同じものが使われている。

#### ガンタンク重装型
パソコンゲーム『SDガンダムウォーズ』に登場。
アースサイド軍所属のゲームオリジナルMS。ガンタンクIIの上位機種で、300ミリキャノン、ビーム・キャノンのほかに接近戦用のアンカーを装備する。

### ガンタンクIII
ゲームブック『機動戦士ガンダム 灼熱の追撃』に登場（型式番号：RMV-3）。
アフリカ戦線向けにガンタンクIIを強化・改良しており、重装攻撃型MSとされる。右腕は連邦軍のビーム・ライフルかそれ以上の出力をもつとされる2連装のビーム砲（重装ビーム・キャノン）になっており、左肩には3連装スモーク・ディスチャージャーのような装備が確認できるが、詳細は不明。左腕は3本指のマニピュレーターとなっている。公国軍の整備兵ジョン・クエストの搭乗するMSと交戦する。

#### 局地制圧型ガンタンク
メカニックデザイン企画『MSV-R』で設定された。
ガンタンクIIの完成と同時に本格化した「RMV計画」のモビルビーグルのひとつで、当初はMBTナンバーが予定されるが、サイズや運用上の理由から先に正式採用が決定していたガンタンクIIIの後継ナンバーが与えられ、ガンタンクIIIより一足先に実戦配備されている。内部構造はRTX-44を参考に再設計されたとも言われる。
武装は車体部に120ミリキャノンを2門、腕部に相当する部分に3連装ミサイル・ランチャーを各1基装備。背部ランドセルがキャノン砲のマガジン・ラックになっており、焼夷弾や対MS弾など数種類の弾体が収納される。乗員は頭部2名、車体部2名の計4名。
実戦投入はガンタンクIIと同時期であり、良好な完成度を示した第1次生産機は約半月で部隊編成を済ませ、18機（23機説あり）がアフリカの最前線に送り込まれる。損耗率は大破2機、中破1機ときわめて低いが、目立った戦果も挙げていない。しかし、車体前部に装備されたフロント・ショベルは、前線での整地作業や残骸の回収作業に威力を発揮し、目覚ましい活躍を見せている。なお、実戦参加時には被弾面積を減らすためにこのショベルを外した車両も確認されている。
作中での活躍
短編漫画『MSV-R アクショングラフィック編』では、終戦間際のアフリカ戦線で「ピーピング・トム」のコードネームをもつフラットマウスを観測機として、1両が61式戦車2両とともに公国軍地上部隊に間接射撃をおこなう。
小説『機動戦士ガンダム MSV-R ザ・トラブルメーカーズ』では、終戦直後の中央アジアの砂漠地帯で61式戦車1両と共に哨戒を行う2両が登場する。のちに61式1両を追加し、ディーン・ウエストの陸戦高機動型ザク（ザクタンク仕様）と交戦するが、全車行動不能にされる。

### ガンタンクホバー
ゲームブック『機動戦士Ζガンダム ジェリド出撃命令』に登場（型式番号：RMV-05）。
無限軌道に替わってホバー・ダクトを装備し、機動性が向上している。武装は背部（肩口）の大口径・高出力ビーム砲2門と両腕の3連装ロケット・ランチャー。宇宙世紀0087年の時点で「旧式」とされている。アラスカのスワード半島に配備された1機がジェリド・メサ士官候補生（当時）のハイザックと交戦する。

## 『機動戦士ガンダム THE ORIGIN』におけるガンタンク
漫画版『機動戦士ガンダム THE ORIGIN』に登場するガンタンクは、原作版と異なりジオン公国によるザク開発以前の宇宙世紀0068年の段階で量産されており、MSではなく「主力戦車」とされる（型式番号：RX-75）。メカニックデザインは、スケッチが本作の作者である安彦良和、決定稿が大河原邦男。
頭部や車高などデザインが大幅に変更されており、コア・ブロック・システムも搭載されていない。スペース・コロニーという環境での戦闘を考慮した車両で、腕部に当たる部分に装備されたバルカン砲による対地・対空などへの砲撃の幅広さが重宝され、コロニー内部の治安維持部隊などに多数配備される。
戦車から人型へと発想を進めた兵器としてひとつの指標となり、のちのMSの開発に影響を与えることとなる。10年以上が経過した0079年時には、設計思想・機体仕様の点で旧式とされるが、その分信頼性は抜群で、MSと比較して機動性は劣るものの装甲と火力に特化した性能をもつ。大口径長砲身の低反動キャノン砲の威力はMSにとっても致命的であり、宇宙艦でも轟沈必至とされる。車体底部にはバーニア2基が装備され、月面や小惑星といった低重力地帯では疑似ホバー方式での移動も可能だが、宙間戦闘は不可能。
コックピットが2つあるのは原作版と同じだが、腕部およびバルカン砲は操縦手のほうで操作する。また、操縦席からキャノン砲の操作も可能。車体前部右側には小口径の副砲を装備。スレッガー・ロウによれば、宇宙世紀0079年時のものは前面装甲は艦砲でも貫通できないとされ、キャノン砲はアナハイム社製の最新79式、連射性能は毎分24発とされる。ほかに、キャノン砲の代わりにクレーン、腕部バルカン砲の代わりに4本指のマニピュレーターを装備した「回収用タイプ」も登場する。
作中での活躍
本作での初登場は、ガンキャノンとともにサイド7でのガンダム1号機の模擬戦の標的となった残骸としてである。当初のホワイトベース (WB) には最低3両の搭載が確認されており、初出撃は原作版同様パプアへの攻撃だが、カイはガンキャノンに搭乗しており、当初からハヤトとリュウのコンビで出撃する（3号機）。またパプアだけでなく、ガデムのザクIをも撃破する。地球でのガルマ・ザビ率いるドップ隊との戦闘では、もう1両にキム伍長が単独で搭乗し2両で出撃するが、キム機は撃破される。その後、残る1両も操縦手はニカウ、砲手はヤンが担当し数回出撃しているが、ランバ・ラルのグフとの交戦で両断され撃破される。リュウの負傷時および戦死後は、ガンキャノンのパイロットを務めていたダニエル・シェーンベルグ兵長が3号機の操縦手を担当する。
ふたたびWBが宇宙に上がったあと、ハヤトとダニエルはガンキャノンのパイロットとなるも、本車は2両が搭載されており、テキサスコロニーでは1両にスレッガーが単独で、もう1両にハヤトが操縦手、セイラ・マスが砲手（同コロニーに居住していたため、案内役）として出撃する。スレッガーは本車の性能を熟知しており、キャノン砲で多数のザクIIを撃破、公国軍の秘密施設も破壊する。また、回収用タイプがシャアのゲルググとの戦闘で中破したガンダムを回収する。以降のソロモンおよびア・バオア・クー攻略戦では登場しない。

### ガンタンク初期型
アニメ版『THE ORIGIN』に登場。
漫画版では宇宙世紀0068年を描いた「シャア・セイラ編」に登場するガンタンクも一年戦争時のものと同じであるが、これに違和感をもった今西隆志の意向で山根公利によりデザインされた。漫画版のデザインを踏襲しつつも、胸部のデザインなどが異なり、2基あったバックパックが1基になっている。アニメ版『THE ORIGIN』におけるガンタンクがすべてこのタイプという訳ではなく、一年戦争時のものはまた別のため誤解のないように、と山根は語っている。
宇宙世紀0065年に制式採用された地球連邦軍の大型戦闘車両。各コロニーに配備され、治安維持の名目で運用されているが、その威容による反乱分子への心理的抑圧も考慮されている。両肩の大口径砲と両前腕部の4連装機関砲はのちのガンタンクと同様だが、6基のスモーク・ディスチャージャーと、機体下部に対人用の3連装機銃をもつ。塗装はライト・グレーを基調とする。
劇中での活躍
OVA『機動戦士ガンダム THE ORIGIN I 青い瞳のキャスバル』では、ジオン・ズム・ダイクンの死後、遺児であるキャスバルとアルテイシアをサイド3から逃がすため、クラウレ・ハモンがパイロットを買収した本車1両を使用する。自動車を踏み潰しながらドッキング・ベイのカーゴ・センターに向かうが、同じ本車4両からなる部隊に行く手を阻まれる。しかし、砲手席に乗せられていたキャスバルが大口径砲を発射、交戦となり全機撃破する。その後、自動操縦のままハモンらは車外に脱出、待ち受ける本車と61式戦車初期2型の部隊の集中砲火を浴びて撃破される。
OVA『機動戦士ガンダム THE ORIGIN II 哀しみのアルテイシア』では、サイド3のダーク・コロニーの試験場で、開発中のモビルワーカー (MW) 01式の模擬戦の相手として1両が登場する。ドズル・ザビが裏ルートから入手したもので（漫画版では、本車のデータに合わせて公国側で造られたダミー）、機体各部に縦横に白いラインと、ジオン公国章が記されている。模擬戦ながら本車は実弾を発射するが、オルテガ准尉（当時）が搭乗するMWの装備するシールドに大口径砲の砲弾まで受け止められ、右腕のクローによって撃破される。

## 『機動戦士ガンダム サンダーボルト』におけるガンタンク
漫画・アニメ『機動戦士ガンダム サンダーボルト』に登場するガンタンクは、大きくアレンジがほどこされ、『機動戦士ガンダムF91』に登場するガンタンクR-44や、『機動戦士ガンダムUC』に登場するロトの戦車形態に近いシルエットとなっている（型式番号：RX-75）。
腕部が5本指のマニピュレーターになっており、前腕部甲に4連装ボップ・ミサイル（漫画版ではマシンガン）が取り付けられている。キャノン砲は肩口ではなく、腕部側に設置されている。無限軌道は前後に1基ずつとなっており、後部に6連装ミサイル・ポッドを装備するが、ア・バオア・クーなどの低重力下では、ミサイル・ポッドに替わって後部無限軌道に機体を下へ押し付けて走行するための姿勢制御スラスターが取り付けられる。車体前部は兵員輸送スペースとなっている。コックピットは頭部が複座になっており、前部に砲手、後部に車長が搭乗する。
アニメ版では一部デザインが変更され、キャノン砲はバックパックに移動、マニピュレーターにメリケンサック状のものを握っている。姿勢制御スラスターも設置されない。
劇中での活躍
ア・バオア・クー攻略戦で、「黒猫隊」の隊長クリード大尉を車長、ソニア中尉を砲手とする1機がガンダム・ヘッド部隊とともにア・バオア・クー内部へ進入、モニカ・ハンフリー大佐が派遣した特殊部隊のエスコートを務める。終戦後、黒猫隊は本機3機とともにペガサス級強襲揚陸艦「スパルタン」に配属される。塗装はベージュとブルー・グレーを基調とする。
漫画版の外伝「砂鼠ショーン」では、宇宙世紀0080年3月のアフリカで、強盗団「砂漠の鷹旅団」所属の2機が登場、砂漠を高速で移動する。傭兵のショーン・ミタデラのグフと交戦、ヒート・ロッドでまとめて撃破される。塗装はサンド・イエローと茶色を基調とする。